# Узунов, Димитр
Димитр Тодоров Узунов (болг. Димитър Тодоров Узунов; 10 декабря 1922, Стара-Загора  — 11 декабря 1985, Вена) — болгарский оперный певец (лирико-драматический тенор). Лауреат Димитровской премии (1959). Народный артист НРБ (1962).

## Биография
В юности готовился стать священником. Изучал богословие в Софийском университете. В студенческие годы пел в хорах, оперных спектаклях и опереттах. В 1946 году поступил в Государственную консерваторию в Софии, где учился под руководством Л. Прокоповой, затем — Х. Брымбарова.
В 1947 году дебютировал на сцене Софийской оперы в опере «Вертер» Ж. Массне, с 1948 до конца 1960-х годов был её солистом. 
В 1953-54 годах стажировался (у Б. А. Покровского, Л. Б. Баратова, А. Ш. Мелик-Пашаева, С. А. Самосуда) в Большом театре в Москве, где затем выступил в партии Хозе (опера Ж. Бизе «Кармен»). В феврале 1954 участвовал в концертной постановке оперы Р. Леонкавалло «Паяцы» (заглавная партия Канио) на сцене Большого зала консерватории в Москве. В 1955 году получил первую премию на международном конкурсе вокалистов в Париже. В том же году женился на болгарской оперной певице Кате Георгиевой.
Расцвет творческой деятельности Узунова пришёлся на вторую половину 1950-х и 1960-е годы. Гастролировал (как солист и с труппой Софийской оперы) во многих странах мира, в том числе, в Большом театре (Москва), «Ла Скала», «Гранд-опера» (с 1958), «Ковент-Гарден» (с 1960), «Лисео» (1963-64) и др. В 1958-65 регулярно выступал на сцене «Метрополитен-оперы». В 1958 дебютировал на сцене Венской государственной оперы, солист этого театра в 1962-69. Также выступал в других крупнейших театрах Европы и США. 
Принимал участие в международных музыкальных фестивалях, в том числе в Экс-ан-Провансе (1963, Вакх в «Ариадне на Наксосе» Р. Штрауса) и Зальцбурге (1965, Самозванец в «Борисе Годунове» М. П. Мусоргского).
С конца 1960-х годов Узунов выступал в Болгарии как оперный режиссёр (режиссёрский дебют — постановка оперы «Самсон и Далила» Сен-Санса в Русе в 1968 году). В начале 1970-х годов из-за неудачной операции венского врача Узунов практически потерял голос, закончил большую оперную карьеру и пытался заняться административной работой (в 1972-74 был директором Софийской оперы).
Партийная власть Болгарии вмешивалась в творческую работу супругов. Несмотря на общественное признание и материальное благополучие на родине, в 1976 Узуновы неожиданно эмигрировали в Австрию, где получили австрийское гражданство[когда?]. В 1976-1980 годах выступал постановщиком праздничных вечеров (нем. Abendregisseur), а также пел небольшие партии в Венской опере.

## Партии
- Герман — «Пиковая дама» П. И. Чайковского
- Вакула — «Черевички» П. И. Чайковского
- Хозе — «Кармен» Ж. Бизе
- Отелло — одноимённая опера Дж. Верди
- Самозванец — «Борис Годунов» М. П. Мусоргского,
- Радамес — «Аида» Дж. Верди
- Канио — «Паяцы» Р. Леонкавалло